# 蓋德奧地區
蓋德奧地區（Gedeo Zone）是埃塞俄比亞南方各族州的其中一個地區，面積1,329.39平方公里，東面、南面和西面是奧羅米亞州，北面與錫達馬地區接壤，海拔1,268米至2,993米。根據埃塞俄比亞中央統計局2005年人口普查的資料，蓋德奧人口約820,944，其中男性411,163人，女性118,440人，14.4%居民住在市區，人口密度為每平方公里617.53人。

## 外部連結
- Five thousand years of sustainability? A case study on Gedeo land use. PhD dissertation by Kippie Kanshie, T. May 2002. ISBN 90-804443-6-7, Treemail publishers, 295 pp, 20 pages of color illustrations.

6°10′N 38°20′E / 6.17°N 38.33°E